# Fu-Gee-La
Fu-Gee-La is een nummer van de Amerikaanse r&b-groep Fugees uit 1996. Het is de eerste single van hun tweede studioalbum The Score.
Het nummer bevat een sample uit "If Loving You Is Wrong, I Don't Want to Be Right" van Rasmey Lewis. Het refrein is gesampled uit "Ooo La La La" van Teena Marie. In de Amerikaanse Billboard Hot 100 behaalde "Fu-Gee-La" een bescheiden 29e positie. Het nummer werd vooral in Europa een hit. In de Nederlandse Top 40 haalde het de 7e positie, en in de Vlaamse Ultratop 50 de 14e.